# شاين كولينز
شاين كولينز (بالإنجليزية: Shane Collins)‏ هو لاعب كرة قدم أمريكية أمريكي، ولد في 11 أبريل 1969 في راوندأب في الولايات المتحدة.

## وصلات خارجية
- شاين كولينز على موقع الاتحاد الدولي لألعاب القوى (الإنجليزية)
- شاين كولينز على موقع مرجع كرة القدم المحترفة.كوم (الإنجليزية)